# Nemegtosaurus
Nemegtosaurus ("lagarto de Nemegt") es un género representado por una única especie, posiblemente dos, de dinosaurio saurópodo titanosauriano, que vivió a finales del período Cretácico, hace aproximadamente 83 y 65 millones de años, en el Campaniense y el Maastrichtiense, en lo que hoy es Asia. La especie tipo, Nemegtosaurus mongoliensis, fue descrito en 1971. Una segunda especie, Nemegtosaurus pachi, fue descrita en 1977, pero es considerada como dudosa. La especie tipo , Nemegtosaurus mongoliensis, fue descrita por primera vez por Nowinski en 1971 sobre la base de ZPAL MgD-I/9. Dong describió una segunda especie, N. pachi , en 1977 sobre la base de los dientes IVPP V.4879 , pero es un nomen dubium. El nombre proviene de la Formación Nemegt donde fuera encontrado, en el Desierto de Gobi en Omnogov, Mongolia. Tenía una cabeza larga, inclinada y, como la mayoría de los saurópodos, los dientes como clavijas. El cráneo se asemeja a los diplodocoides en ser largo y bajo, con dientes en forma de lápiz. Sin embargo, el trabajo reciente ha demostrado que Nemegtosaurus es de hecho un titanosauriano, estrechamente relacionado con animales como Saltasaurus, Alamosaurus y Rapetosaurus.
Hunt et al. en 1994, asignaron a Nemegtosaurus junto con Quaesitosaurus a la familia Dicraeosauridae, dentro de Diplodocidae. No fue hasta 1995 que Calvo, Salgado y Coria revisaran la reconstrucciópn del cráneo y demostrarón que pertenecía a un pariente de Brachiosaurus, un Macronario. (1): 156-157. Pero no fue hasta 2004 cuando el cráneo de Bonitasaura y Rapetosaurus fueran asignados firmemente a Titanosauria, que Nemegtosaurus adquiriera su actual estatus, en él se erige la subfamilia Nemegtosaurinae dentro se Saltasauridae para contenerlos. Se ha propuesto que el cráneo pertenece ralmente a Opisthocoelicaudia, aunque el esqueleto postcraneal de este pertenece a otra familia claramente.
El cráneo de Nemegtosaurus mongolensis proviene de las mismas camas que el titanosaurio Opisthocoelicaudia, que se conoce por un esqueleto que carece del cuello y el cráneo. Originalmente, se colocaba a Nemegtosaurus en Diplodocoidea y Opisthocoelicaudia a Camarasauridae argumentaba que los dos representaban especies diferentes. Sin embargo, ambos géneros representan titanosauridos avanzados, lo que aumenta la posibilidad de que los dos sean, de hecho, el mismo animal. El redescubrimiento de la localidad tipo de Nemegtosaurus en el centro de Sayr y descubrimiento de restos postcraneales comparables al holotipo de Opisthocoelicauda ha reabierto el debate la posibilidad de que Opisthocoelicauda sea un sinónimo más moderno. En consecuencia, Opisthocoelicaudiinae sería un sinónimo más moderno de Nemegtosauridae.
Nemegtosaurus se encuentra en la Formación Nemegt datada en el Maastrichtiense entre 72 a 66 millones de años, lo que lo convierte en uno de los últimos saurópodos en la tierra. Allí, en un exuberante delta del río que fluye a través de las antiguas arenas del desierto de Gobi, Nemegtosaurus habría coexistido con animales como el ornitomímido Gallimimus, el alvarezsáurido Mononykus, el velociraptorine Adasaurus y el gigante tericinosáurido Therizinosaurus con garras de sable. También vivió junto al tiranosáurido Tarbosaurus. Su tamaño estimado en aproximadamente 14 metros de largo puede haber ofrecido a un adulto alguna protección contra Tarbosaurus, pero los juveniles habrían sido vulnerables.
Al igual que otros titanosáuridos, los dientes son delgadas estructuras en forma de lápiz que se muelen en un ángulo agudo para producir una punta en forma de cincel. Sin embargo, se desconoce la dieta de Nemegtosaurus. No hay fósiles de plantas del Gobi, pero durante el Cretácico tardío, las plantas con flores se volvieron cada vez más diversas, aunque en muchos entornos los helechos y las coníferas eran aún más comunes. Tampoco está claro si Nemegtosaurus navegaba alto en los árboles o pastaba en plantas de bajo crecimiento; los titanosáuridos relacionados incluyen formas de navegación de cuello largo como Rapetosaurus y formas de cuello corto como Bonitasaura. Las comparaciones entre los anillos esclerales de Nemegtosaurus y las aves y reptiles modernos sugieren que puede haber sido catemeral, activo durante todo el día a intervalos cortos.